# Die of a Broken Heart
Die of a Broken Heart è un singolo del cantautore britannico Olly Murs, pubblicato il 7 ottobre 2022 come primo estratto dall'album Marry Me.

## Tracce
1. Die of a Broken Heart – 3:26 (testo: Olly Murs e David Stewart – musica: David Stewart)